# Flávio Boaventura
Flavio de Souza Boaventura, mais conhecido como apenas Flávio Boaventura ou simplesmente Boaventura (Feira de Santana, 12 de julho de 1987) é um futebolista brasileiro que atua como zagueiro. Atualmente está sem clube.

## Carreira
Apesar de ter nascido em Feira de Santana na Bahia, Boaventura começou sua carreira longe de sua região local, mais especificamente em São Paulo com uma passagem rápida pelas categorias de base do Grêmio Prudente, atualmente Grêmio Barueri, começou atuando profissionalmente pelo Joinville. Em 2011 chegou a atuar pelo Grêmio Barueri, clube que o revelou, porém em uma passagem curta tendo disputado apenas nove jogos.
No ano seguinte foi contratado pelo Atlético Paranaense visando a disputa da Série A. Mas no mesmo ano foi contratado pelo Paraná, rival do seu clube anterior.
Em 2012 assinou um contratado até o fim da temporada com o ABC. Após o fim do ano, apesar de ter sido sondado por vários clubes e ter negado que renovaria com o Mais Querido, Boaventura renovou seu contrato até o fim de 2013. Acabou sendo destaque do ABC na Série B daquele ano, campanha que ficou marcada pela reação alvinegra que após passar 26 rodadas na zona de rebaixamento conseguiu garantir sua permanência na Série B do ano seguinte.
Acabou não renovando com o ABC e assinando com o Paços de Ferreira de Portugal. Em sua passagem pelo time português marcou apenas um gol, marcado na vitória por 3 a 1 diante do Marítimo.
Em 2015 foi contratado pelo América de Natal, rival do seu ex-clube ABC até o fim da temporada. Contratação contestada por boa parte da torcida principalmente pelo ter tido tirado onda do rebaixamento do time alvirrubro para a Série C em uma rede social. Apesar disso marcou o gol do título do Campeonato Potiguar diante do ABC.
Em 2016 foi contratado pelo CRB, para jogar a Serie B. Em pouco tempo no clube, se tornou peça fundamental da defesa regatiana e ainda foi apelidado de "zagueiro artilheiro" por ser bastante decisivo nas bolas paradas do CRB. Em 2017 se destacou na campanha do título do Campeonato Alagoano, sendo eleito o melhor zagueiro da competição.

## Títulos
ABC
- Taça Cidade do Natal: 2012

América de Natal
- Copa Cidade de Natal: 2015 e 2016
- Campeonato Potiguar: 2015

CRB
- Campeonato Alagoano: 2017

Sampaio Corrêa
- Campeonato Maranhense: 2020

Portuguesa
- Campeonato Paulista - Série A2: 2022

## Prêmios individuais
- Seleção do Campeonato Potiguar: 2015, 2016
- Seleção do Campeonato Alagoano: 2017